# Praz-sur-Arly
Praz-sur-Arly es una comuna francesa situada en el departamento de Alta Saboya, en la región de Auvernia-Ródano-Alpes.

## Demografía
| 529 | 640 | 679 | 767 | 922 | 1081 | 1267 |
| Para los censos de 1962 a 1999 la población legal corresponde a la población sin duplicidades (Fuente: INSEE [Consultar]) |     |     |     |     |      |      |

## Turismo
La comuna cuenta con una estación de esquí vinculada al Espace Diamant, que reúne además las estaciones y comunas de Les Saisies, Crest-Voland, Notre-Dame-de-Bellecombe, Flumet y Hauteluce, abarcando un total de 192 km.